# Европейское политическое сообщество (2022)
Европейское политическое сообщество (англ. European Political Community, EPC) — межправительственная организация, учреждённая для политических и стратегических дискуссий о будущем Европы, предложенная президентом Франции Эммануэлем Макроном в мае 2022 года.

## История
Европейское политическое сообщество было предложено президентом Франции Эммануэлем Макроном в мае 2022 года в качестве президента Совета Европейского союза, а 23-24 июня 2022 года официально представлено его на заседании Европейского совета.
Цель проекта Макрона — предоставить платформу для координации политики всех европейских стран и способствовать политическому диалогу и сотрудничеству для решения вопросов, представляющих общий интерес, для укрепления безопасности, стабильности и процветания европейского континента, в частности, в связи с энергетическим кризисом. В Европейское политическое сообщество вошли также страны не являющиеся членами ЕС, такие как Великобритания, Азербайджан, Исландия, Украина и Молдова, Турция, Грузия и Армения.

## Саммиты
| № | Дата             | Принимающая страна | Принимающий город                 |
| - | ---------------- | ------------------ | --------------------------------- |
| 1 | 6 октября 2022   | Чехия              | Пражский Град, Прага              |
| 2 | 1 июня 2023      | Молдова            | Замок Мими, Бульбоака             |
| 3 | 5—6 октября 2023 | Испания            | Альгамбра, Гранада                |
| 4 | 18 июля 2024     | Великобритания     | Бленхеймский дворец, Вудсток      |
| 5 | 7 ноября 2024    | Венгрия            | Стадион «Ференц Пушкаш», Будапешт |
| 6 | 15—16 мая 2025   | Албания            | Тирана                            |
| 7 | осень 2025       | Дания              |                                   |

Предполагается, что ежегодно будут проводиться две встречи между руководителями стран ЕС и стран Европы, не входящими в ЕС.
Первый саммит прошёл в Праге 6 октября 2022 года с участием 44 стран Европы, включая 27 представителей Европейского Союза. Мероприятие транслировалось в прямом эфире телеканалом Евровидение.

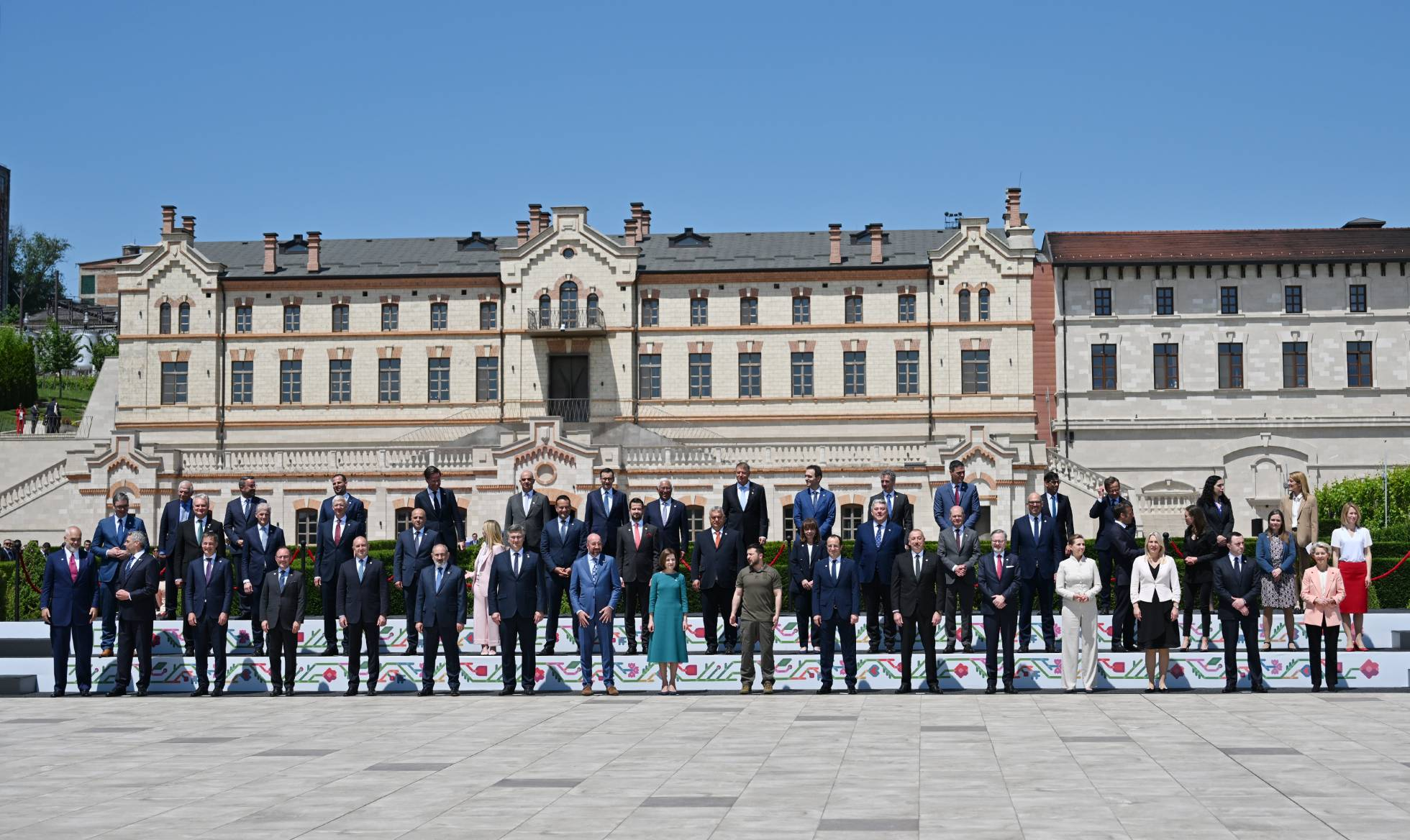
Второй саммит Европейского политического сообщества Молдова. Июнь, 2023

Во втором саммите 1 июня 2023 года в Молдавии приняли участие главы 45 стран, а также председатели Европейского совета, Еврокомиссии и Европарламента. Встреча прошла в замке Мими, расположенном в селе Бульбоака, Новоаненского района Молдовы в 13 км от границы с Украиной. На время встречи Молдова закрыла свое воздушное пространство. Основной темой встречи стали вопросы коллективной безопасности на фоне продолжающегося военного конфликта на Украине.

## Участники
Страны и организации, участвующие в Европейском политическом сообществе:
- Австрия
- Азербайджан
- Албания
- Андорра
- Армения
- Бельгия
- Болгария
- Босния и Герцеговина
- Великобритания
- Венгрия
- Германия
- Греция
- Грузия
- Дания
- Ирландия
- Исландия
- Испания
- Италия
- Кипр
- Латвия
- Литва
- Лихтенштейн
- Люксембург
- Мальта
- Молдова
- Монако
- Нидерланды
- Норвегия
- Польша
- Португалия
- Косово[10]
- Румыния
- Северная Македония
- Сан-Марино
- Сербия
- Словакия
- Словения
- Турция
- Украина
- Финляндия
- Франция
- Хорватия
- Черногория
- Чехия
- Швейцария
- Швеция
- Эстония
- Европейский союз
- НАТО
- ОБСЕ
- Совет Европы